# Taekwondo ai Giochi della XXVIII Olimpiade

## Nazioni partecipanti
| - Argentina (2) - Australia (4) - Austria (2) - Azerbaigian (2) - Belgio (1) - Bosnia ed Erzegovina (1) - Brasile (3) - Rep. Centrafricana (1) - Canada (2) - Cina (2) - Taipei cinese (4) - Colombia (3) - Costa Rica (1) - Costa d'Avorio (1) - Croazia (2) |  | - Cuba (1) - Danimarca (2) - Rep. Dominicana (1) - Egitto (4) - Finlandia (1) - Francia (4) - Gran Bretagna (4) - Grecia (4) - Guatemala (3) - Haiti (1) - Indonesia (2) - Iran (2) - Iraq (1) - Israele (1) - Italia (3) |  | - Giordania (2) - Giappone (1) - Kazakistan (2) - Corea del Sud (4) - Libia (1) - Lesotho (1) - Malaysia (1) - Messico (3) - Marocco (3) - Nepal (1) - Paesi Bassi (2) - Nuova Zelanda (1) - Nigeria (3) - Norvegia (1) - Filippine (3) |  | - Polonia (1) - Porto Rico (1) - Russia (2) - Sudafrica (1) - Spagna (4) - Thailandia (4) - Trinidad e Tobago (1) - Tunisia (3) - Turchia (1) - Ucraina (1) - Stati Uniti (2) - Uzbekistan (2) - Venezuela (4) - Vietnam (2) - Yemen (1) |

## Podi

### Uomini
| Evento                  | Oro           | Argento               | Bronzo           |
| fino a 58 kg (dettagli) | Chu Mu-yen    | Óscar Salazar         | Tamer Bayoumi    |
| fino a 68 kg (dettagli) | Hadi Saei     | Huang Chih-hsiung     | Song Myeong-seob |
| fino a 80 kg (dettagli) | Steven López  | Bahri Tanrıkulu       | Yousef Karami    |
| oltre 80 kg (dettagli)  | Moon Dae-sung | Alexandros Nikolaidis | Pascal Gentil    |

### Donne
| Evento                  | Oro            | Argento             | Bronzo               |
| fino a 49 kg (dettagli) | Chen Shih-hsin | Yanelis Labrada     | Yaowapa Boorapolchai |
| fino a 57 kg (dettagli) | Jang Ji-won    | Nia Abdallah        | Iridia Salazar       |
| fino a 67 kg (dettagli) | Luo Wei        | Elisavet Mystakidou | Hwang Kyung-Seon     |
| oltre 67 kg (dettagli)  | Chen Zhong     | Myriam Baverel      | Adriana Carmona      |

## Medagliere
| Posizione | Paese         | Oro | Argento | Bronzo | Totale |
| --------- | ------------- | --- | ------- | ------ | ------ |
| 1         | Taipei cinese | 2   | 1       | 0      | 3      |
| 2         | Corea del Sud | 2   | 0       | 2      | 4      |
| 3         | Cina          | 2   | 0       | 0      | 2      |
| 4         | Stati Uniti   | 1   | 1       | 0      | 2      |
| 5         | Iran          | 1   | 0       | 1      | 2      |
| 6         | Grecia        | 0   | 2       | 0      | 2      |
| 7         | Francia       | 0   | 1       | 1      | 2      |
| 7         | Messico       | 0   | 1       | 1      | 2      |
| 9         | Turchia       | 0   | 1       | 0      | 1      |
| 9         | Cuba          | 0   | 1       | 0      | 1      |
| 11        | Egitto        | 0   | 0       | 1      | 1      |
| 11        | Thailandia    | 0   | 0       | 1      | 1      |
| 11        | Venezuela     | 0   | 0       | 1      | 1      |
| Totale    | Totale        | 8   | 8       | 8      | 24     |